# Thermocyclops tenuis
Thermocyclops tenuis – gatunek widłonoga z rodziny Cyclopidae. Opisał go w 1910 roku amerykański zoolog Charles Dwight Marsh, nadając mu nazwę Cyclops tenuis.